# Alias Ego
Alias Ego is een stripserie bedacht en getekend door tekenaar Dick Matena. Het betreft een geschilderde strip in het sciencefictiongenre.

## Publicaties
De strip verscheen in 1993 in het striptijdschrift Sjors en Sjimmie Stripblad en van 1994 t/m 1996 in de SjoSji . In 1993 en 1995 werden de eerste twee verhalen in albumvorm uitgegeven door uitgeverij Big Balloon.
| Nummer | Titel              | Jaar      | Gepubliceerd in …                          | Lengte  |
| ------ | ------------------ | --------- | ------------------------------------------ | ------- |
| V1     | Tuig van de Richel | 1993      | Sjors en Sjimmie Stripblad 93-07 t/m 93-14 | 46 pag. |
| V2     | De valse goden     | 1994/1995 | SjoSji 94-18 t/m 95-02                     | 45 pag. |
| V3     | Schroot            | 1995      | SjoSji 95-16                               | 6 pag.  |
| V4     | Noria To           | 1995      | SjoSji 95-24                               | 6 pag.  |
| V5     | Dodelijke dromen   | 1996      | SjoSji 96-04 t/m 96-12                     | 45 pag. |